# Пам'ятки архітектури Кам'янка-Бузького району
У Кам'янка-Бузькому районі Львівської області нараховується 38 пам'яток архітектури.
| пор.№              | Найменування пам'ятки                                           | Датування     | Місцезнаходження    | Охоронний № і номер у комплексі |
| ------------------ | --------------------------------------------------------------- | ------------- | ------------------- | ------------------------------- |
| м.Кам'янка-Бузька  |                                                                 |               |                     |                                 |
| 1                  | Церква Св.Миколи (дер.)                                         | 1667р.        | вул.Незалежності    | 440 / 1                         |
| 2                  | Дзвіниця церкви Св.Миколи (дер.)                                | 1762р.        | вул.Незалезності    | 440 / 2                         |
| 3                  | Церква Св.Юрія (дер.)                                           | 1759р         | с.Батятичі          | 1367                            |
| 4                  | Церква Непорочного зачаття Пресвятої Богородиці (дер.)          | 1762р.        | с.Вислобоки         | 1368 / 1                        |
| 5                  | Дзвіниця церкви Непорочного зачаття Пресвятої Богородиці (дер.) | 1762р.        | с.Вислобоки         | 1368 / 2                        |
| 6                  | Церква Св.Микити(дер.)                                          | 1666р.        | с.Дернів            | 450                             |
| 7                  | Каплиця Св.Дмитрія (дер.)                                       | 1750р.        | смт.Добротвір       | 396                             |
| 8                  | Каплиця (мур.)                                                  | 1600р.        | с.Новий Став        | 1369                            |
| 9                  | Костел Благовіщення Пресвятої Богородиці (дер.)                 | 1655-1734р.р. | с.Тадані            | 459                             |
| 10                 | Церква Успіння Богородиці (дер.)                                | 1881р.        | с.Тишиця            | 460 / 1                         |
| 11                 | Дзвіниця церкви Успіння Богородиці (дер.)                       | 1881р.        | с.Тишиця            | 460 / 2                         |
|                    |                                                                 |               |                     |                                 |
| Місцевого значення |                                                                 |               |                     |                                 |
| м.Кам'янка-Бузька  |                                                                 |               |                     |                                 |
| 12                 | Костел Успення Пресвятої Богородиці (мур.)                      | 1914 р.       | вул. Хомина, 5      | 846-М                           |
| 13                 | Ратуша (мур.)                                                   | XIX-ХХ ст.    | вул. Шевченка, 2    |                                 |
| 14                 | Адмінбудинок                                                    | поч. XX ст.   | вул. Шевченка, 3    | 456-М                           |
| 15                 | Церква Різдва Пресвятої Богородиці                              | 1870-1882 рр. |                     | 2297-М                          |
| 16                 | Церква Різдва Пресвятої Богородиці                              | 1897 р.       | с. Банюнин          | 1917-М                          |
| 17                 | Церква Собору Пр.Богородиці (дер.)                              | 1788 р.       | с. Батятичі         | 459/1-М                         |
| 18                 | Дзвіниця ц. Собору Пр. Богородиці (дер.)                        | 1788 р.       | с. Батятичі         | 459/2-М                         |
| 19                 | Церква Св. арх. Михаїла (дер.)                                  | 1884 р.       | с. Воля Жовтанецька | 1919-М                          |
| 20                 | Дзвіниця (дер.)                                                 | XIX ст.       | с. Вирів            | 1920-М                          |
| 21                 | Школа                                                           | XIX ст.       | с. Дідилів          | 458-М                           |
| 22                 | Церква Воскресіння Господнього                                  | 1905 р.       | с. Жилдець          | 2298-М                          |
| 23                 | Церква Св. Іллі                                                 | 1895 р.       | с. Колоденце        | 2299-М                          |
| 24                 | Церква Св. вмч. Параскеви (дер.)                                | 1878 р.       | с. Незнанів         | 1921/1-М                        |
| 25                 | Дзвіниця ц-ви Св. вмч. Параскеви (дер.)                         | 1878 р.       | с. Незнанів         | 1921/2-М                        |
| 26                 | Церква Св. арх. Михаїла (дер.)                                  | 1897 р.       | с. Неслухів         | 1922-М                          |
| 27                 | Церква Різдва Пресвятої Богородиці                              | 1700 р.       | с. Підліски Великі  | 1195-М                          |
| 28                 | Церква Собору Пресвятої Богородиці (дер.)                       | 1728 р.       | с. Полоничне        | 460/1-М                         |
| 29                 | Дзвіниця ц-ви Собору Пресвятої Богородиці (дер.)                | 1728 р.       | с. Полоничне        | 460/2-М                         |
| 30                 | Церква Св. Івана Богослова (дер.)                               | 1745 р.       | с. Руданці          | 1923-М                          |
| 31                 | Церква Собору Пресвятої Богородиці (дер.)                       | 1677 р.       | с. Соколів          | 461/1-М                         |
| 32                 | Дзвіниця ц-ви Собору Пресвятої Богородиці                       | 1677 р.       | с. Соколів          | 461/2-М                         |
| 33                 | Церква Преображення Господнього                                 | поч.ХХ ст.    | с. Спас             | 2300-М                          |
| 34                 | Церква Покрови Пр. Богородиці                                   | поч.ХХ ст.    | с. Стриганка        | 2301-М                          |
| 35                 | Церква Св. Кузьми і Дем”яна (дер.)                              | 1872 р.       | с. Убині            | 1925-М                          |
| 36                 | Церква Воскресіння Господнього                                  | поч.ХХ ст.    | с. Цеперів          | 2302-М                          |
| 37                 | Церква Св. Івана Хрестителя                                     | 1852 р.       | с. Якимів           | 1916-М                          |
| 38                 | Церква Введення в храм Пресвятої Богородиці (дер.)              | 1860 р.       | с. Яричів Старий    | 1924-М                          |

## Джерело
Перелік пам'яток Львівської області [Архівовано 16 вересня 2012 у Wayback Machine.]